# Амазонски арлекин
Амазонският арлекин (Atelopus spumarius) е вид земноводно от семейство Крастави жаби (Bufonidae). Видът е световно застрашен, със статут Уязвим.

## Разпространение
Разпространен е в Бразилия, Гвиана, Еквадор, Колумбия, Перу, Суринам и Френска Гвиана.